# Germisay
Germisay é uma comuna francesa na região administrativa de Grande Leste, no departamento de Haute-Marne. Estende-se por uma área de 6,73 km². Em 2010 a comuna tinha 18 habitantes (densidade: 2,7 hab./km²).